# Stickmen
Stickmen, Nyzeeländsk film från 1991, som handlar om fyra killar som trivs bäst på krogen med en öl och en biljardkö i varsin hand. När de går med i en biljardturnering som sköts av den lokala maffiabossen verkar de ha tagit sig vatten över huvudet...